# Galeopsis
Galeopsis là một chi thực vật có hoa trong họ Hoa môi (Lamiaceae).

## Loài
Chi Galeopsis gồm các loài:

## Hình ảnh

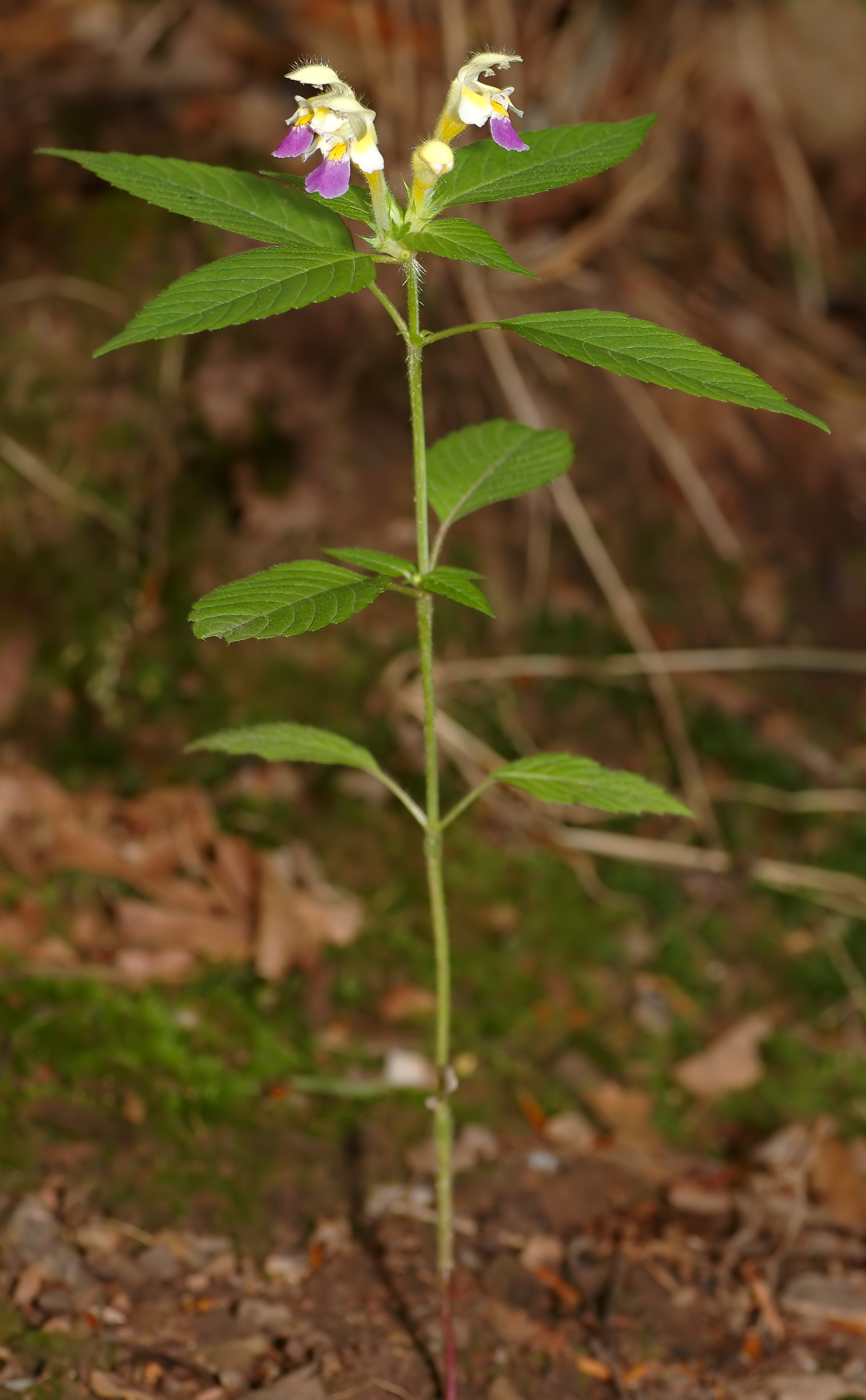
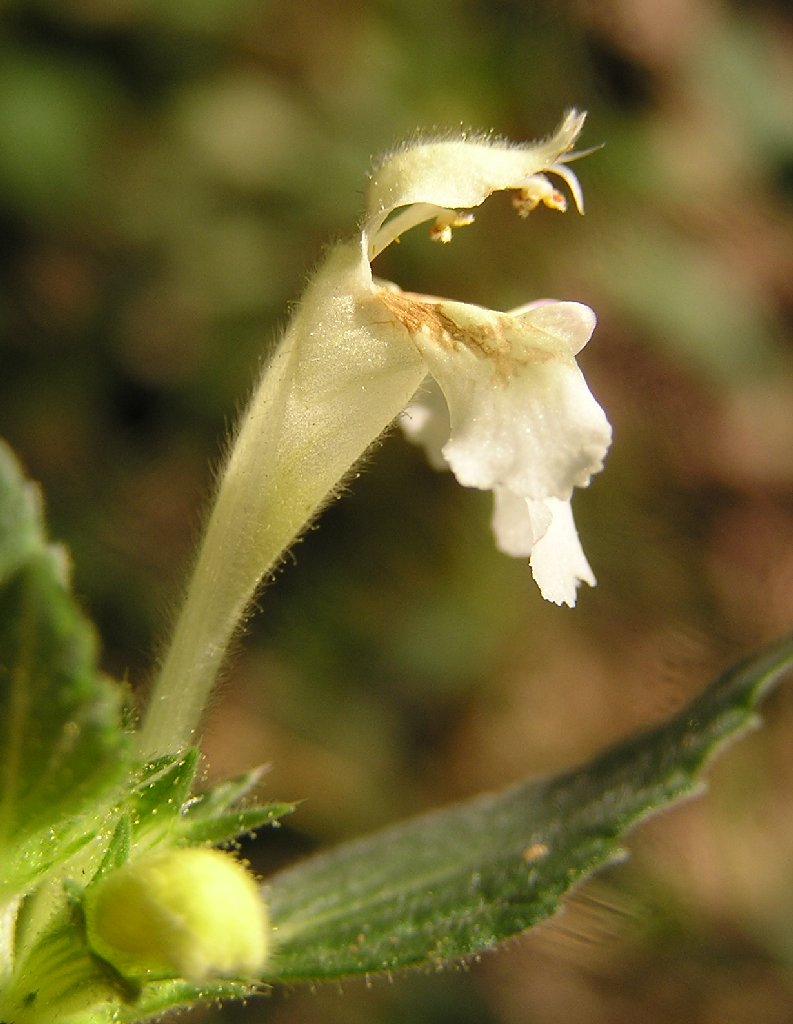
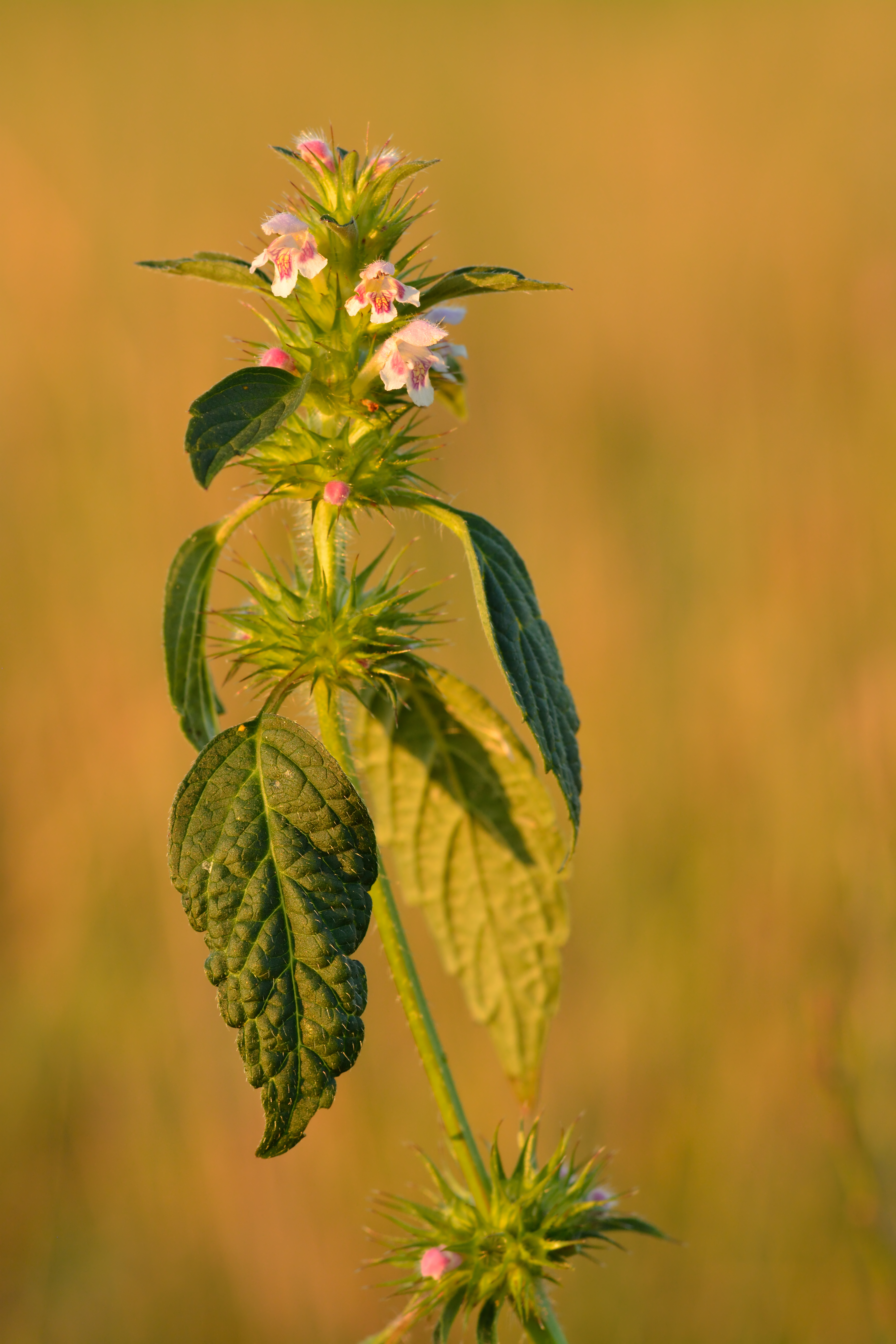
Galeopsis tetrahit
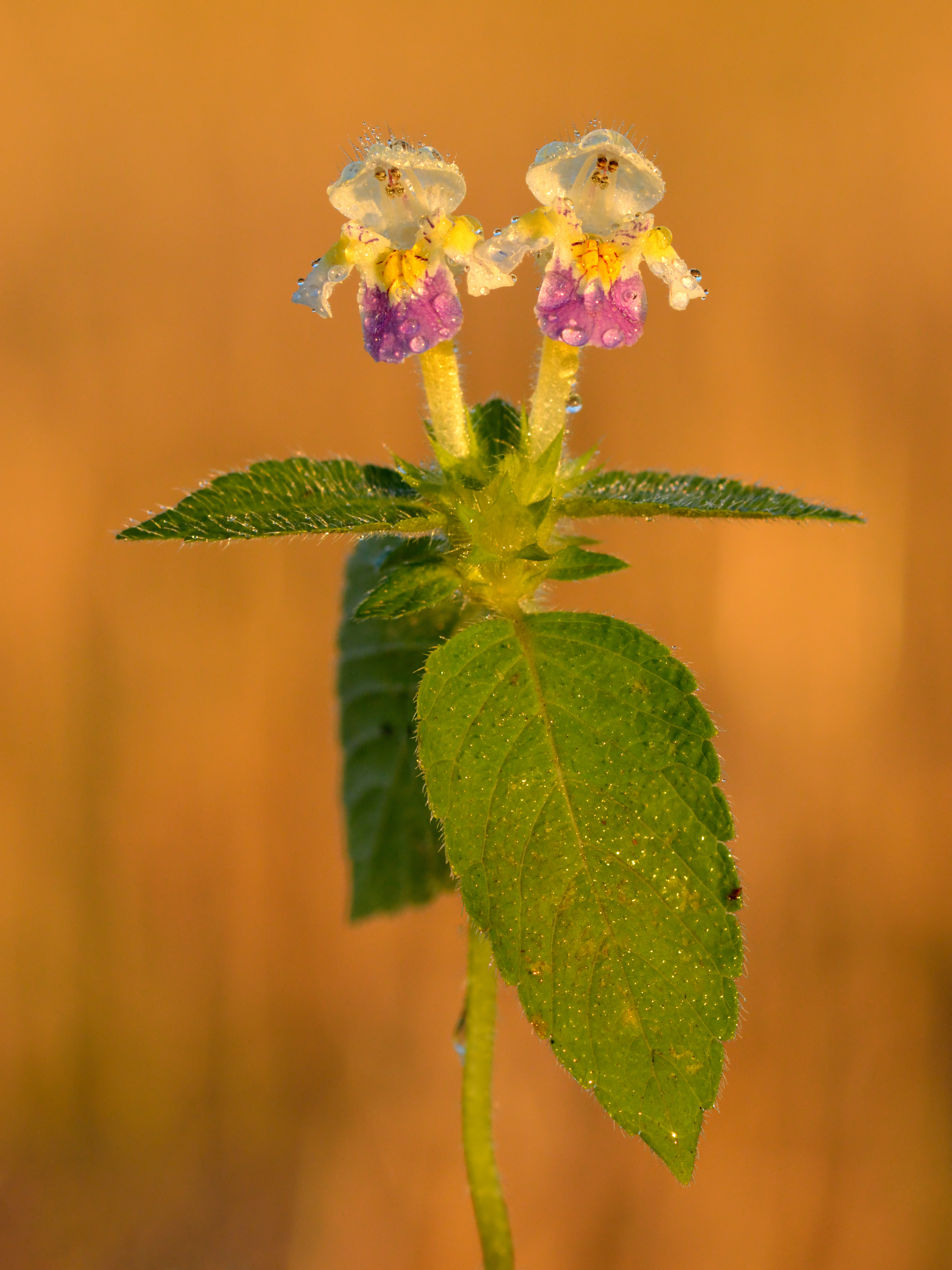
Galeopsis speciosa